# 炭酸ベリリウム
炭酸ベリリウム（たんさんベリリウム、beryllium carbonate）は、化学式 BeCO3 で表されるベリリウムの炭酸塩である。

## 製法
水酸化ベリリウムを水に懸濁させて二酸化炭素を通じながら、二酸化炭素中で濃縮すると四水和物の結晶が析出する。
{\displaystyle {\ce {Be(OH)2\ +CO2\ +3H2O->BeCO3{\cdot }4H2O}}}
水酸化ベリリウムをアンモニア水に懸濁させて二酸化炭素を通じて飽和させ、放置すると塩基性塩Be2CO3(OH)2が沈殿する。

## 性質
四水和物は水に難溶性の白色結晶で200℃の加熱により二酸化炭素を半分失い、塩基性塩となる。塩酸および硫酸に溶解してそれぞれ塩化ベリリウムおよび硫酸ベリリウムとなる。
{\displaystyle {\ce {BeCO3{\cdot }4H2O\ +2H^{+}->Be^{+}\ +CO2\ +5H2O}}}
塩基性塩は白色粉末で強熱により分解して酸化ベリリウムになる。
{\displaystyle {\ce {Be2CO3(OH)2 -> 2BeO\ + CO2\ + H2O}}}